# Лунгань (Ясси)
Лунгань, Лунгані (рум. Lungani) — село у повіті Ясси в Румунії. Входить до складу комуни Лунгань.
Село розташоване на відстані 316 км на північ від Бухареста, 34 км на захід від Ясс.

## Населення
За даними перепису населення 2002 року у селі проживали 977 осіб, усі — румуни. Усі жителі села рідною мовою назвали румунську.